# Liwā' al Qaţrānah
Liwā' al Qaţrānah (arabiska: لواء القطرانة) är ett departement i Jordanien.   Det ligger i guvernementet Karak, i den centrala delen av landet, 90 km söder om huvudstaden Amman.